# Łucznictwo na Letnich Igrzyskach Olimpijskich 1908
Wyniki turnieju łuczniczego rozegranego podczas Letnich IO w Londynie w dniach 16–17 lipca 1908 r.

## Medaliści
| Konkurencja                    | Złoty          | Srebrny              | Brązowy             |
| Runda podwójna mężczyzn        | William Dod    | Reginald Brooks-King | Henry B. Richardson |
| Runda "kontynentalna" mężczyzn | Eugène Grisot  | Louis Vernet         | Gustave Cabaret     |
| Runda podwójna kobiet          | Queenie Newall | Lottie Dod           | Beatrice Hill-Lowe  |